# 小型ドーザ

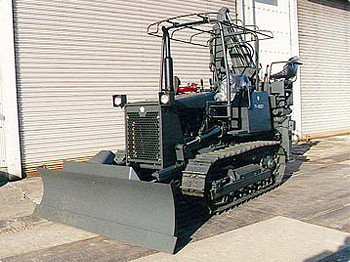
小型ショベルドーザ

小型ドーザ（こがたドーザ）は、陸上自衛隊で使用されている車両である。

## 概要

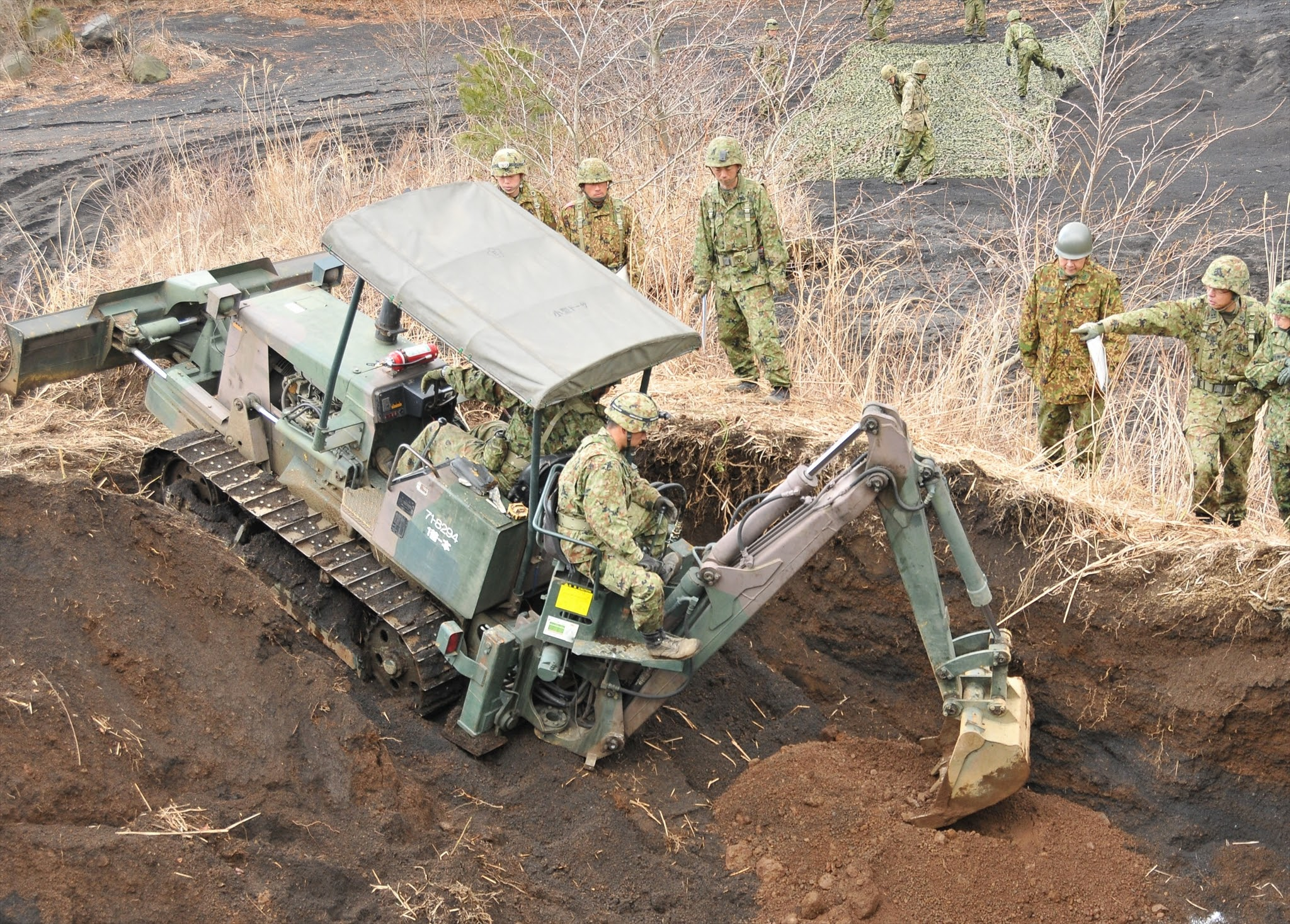
バックホーの使用例

本車は陸上自衛隊の中で最も数が多い施設車両の1つと言えるほど、広く部隊に供給された装備である。
基本的に市販の小型ブルドーザーをOD色に塗装しただけであるが、操縦席脇に小銃ラックが増設されているのが自衛隊らしい点と言える。また市販車ではオプション扱いとなるバックホーが車体後部に装備されており、ブルドーザーの本来の用途である排土作業、整地作業のほか、バックホーを使った掘削作業を1台で行うことが出来る。
装備名は小型ドーザであるが、民生品のベース車両のモデルチェンジが行われているため、調達年度によって細かい装備等は異なる。

## 運用

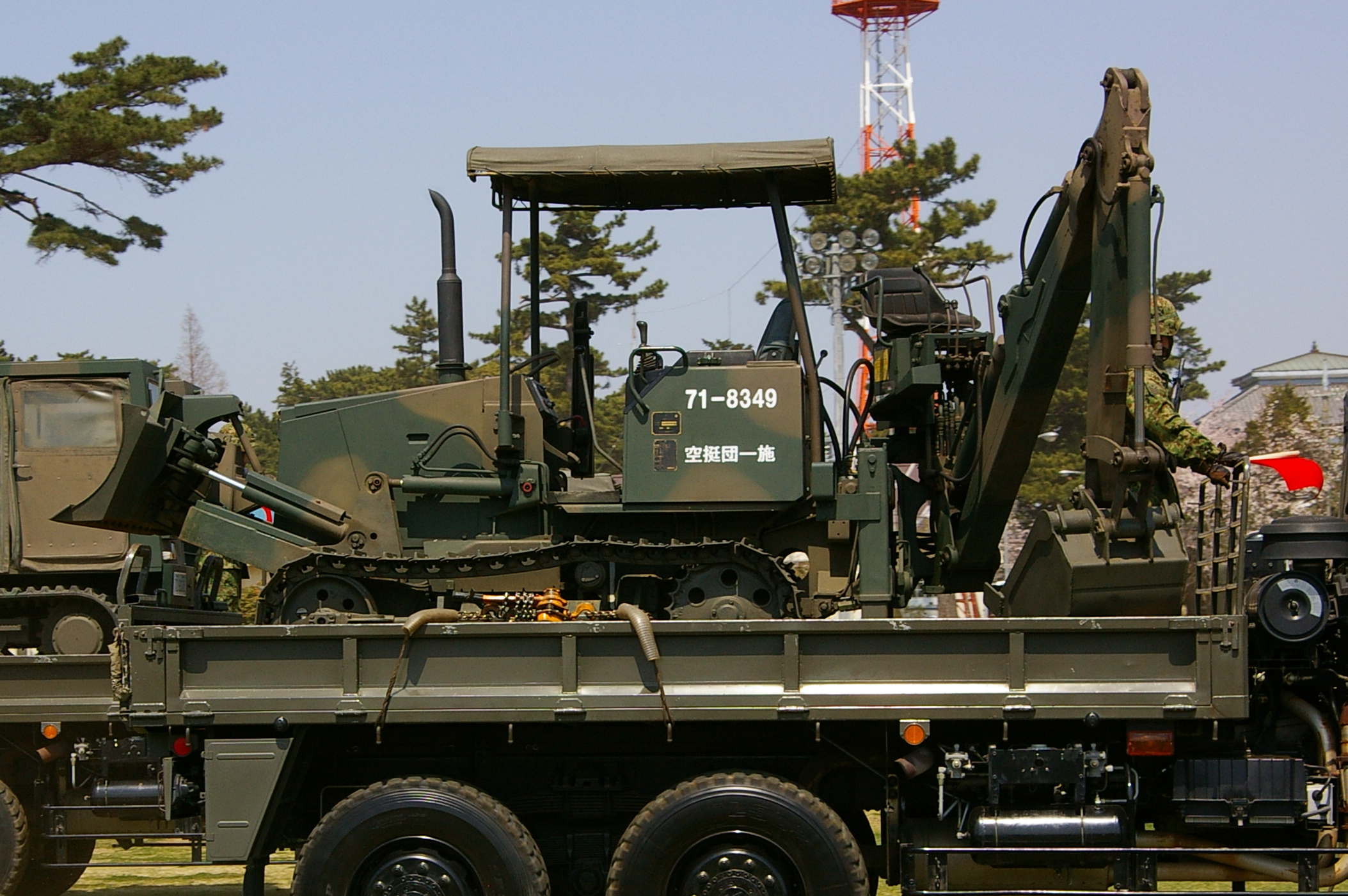
73式大型トラックに積載される小型ドーザ

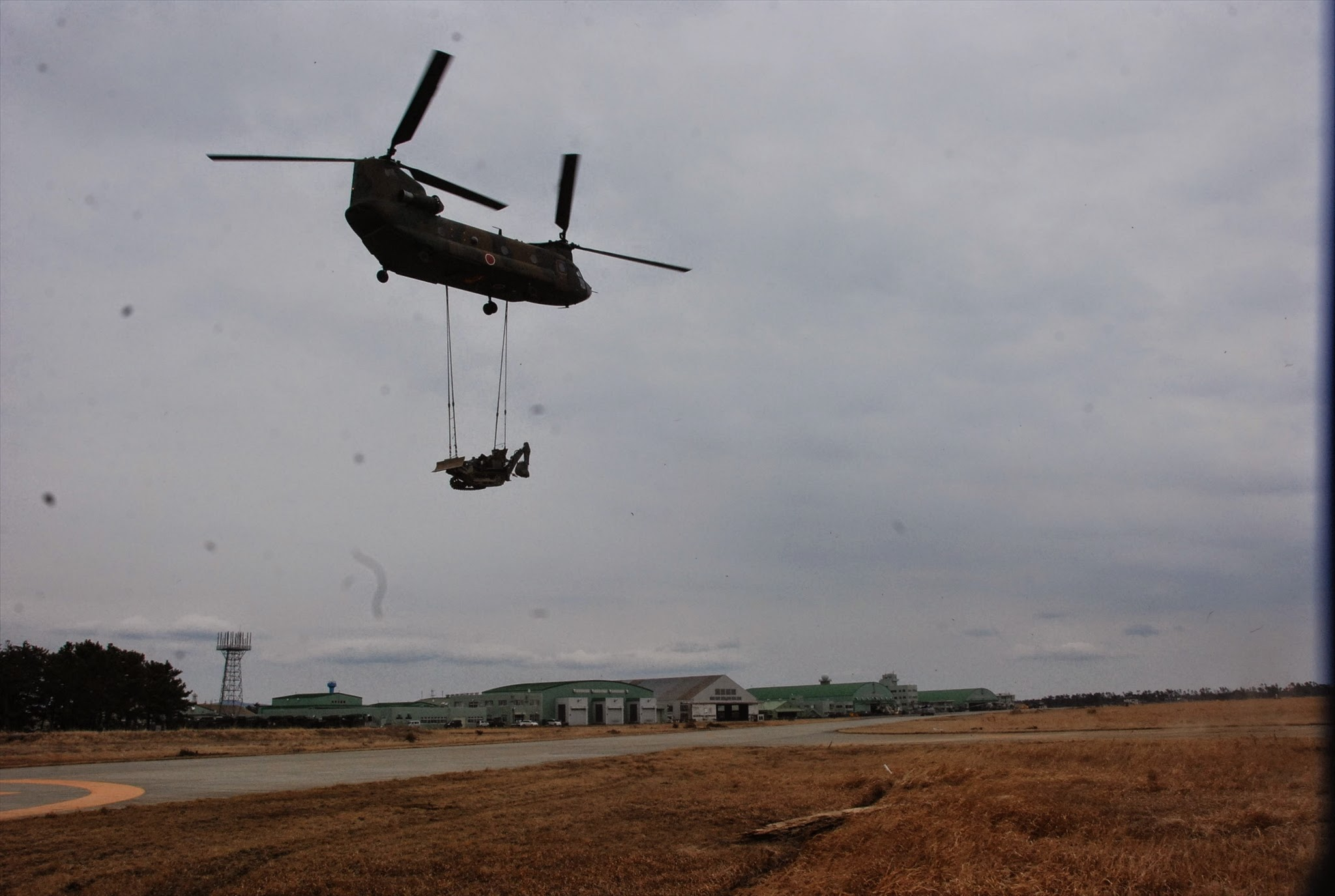
CH-47Jにて空輸される小型ドーザ

主に施設科へ配備されているが、2002年より後継である小型ショベルドーザの調達が始まっている。73式大型トラックでの輸送が可能なほか、ヘリコプターによる空輸も可能である。